# جون ستانلي جاردينر
جون ستانلي جاردينر (بالإنجليزية: John Stanley Gardiner)‏ (24 يناير 1872–28 فبراير 1946) عالم حيوان بريطاني.